# Xaysetha (prowincja Attapu)
Xaysetha – dystrykt w Laosie, wchodzący w skład prowincji Attapu.

## Miejscowości
W dystrykcie znajduje się miasteczko Xaysetha i 47 miejscowości: Ban Alak, Ban Ang, Ban Boum, Ban Cheng Nua (1), Ban Cheng Nua (2), Ban Dakbang, Ban Dakkaba, Ban Dakke, Ban Dakkeu, Ban Dakkiat, Ban Daklon-Noy, Ban Daknong, Ban Dakyon, Ban Kagnak (1), Ban Kagnak (2), Ban Kanot, Ban Kasom, Ban Kengxai, Ban Khiat, Ban Kit, Ban Kong-Na-Gnai, Ban Lon Gnai, Ban Napho (1), Ban Napho (2), Ban Pakbong, Ban Pakpe, Ban Pliat, Ban Salatintok, Ban Salavangkhang, Ban Sapouan, Ban Sok, Ban Somkhot, Ban Talia, Ban Thak-Hiat, Ban Thakkaleuy, Ban Thakkanat, Ban Thakkapang, Ban Thak-Liangmuang, Ban Thakpong, Ban Vatnua, Ban Xakhe, Ban Xavan, Ban Xavan-Nua (1), Ban Xavan-Nua (2), Ban Yet, Muang Kao i Savan